# Koshantschikovius nagporensis
Koshantschikovius nagporensis är en skalbaggsart som beskrevs av Rudolph Petrovitz 1968. Koshantschikovius nagporensis ingår i släktet Koshantschikovius och familjen Aphodiidae. Inga underarter finns listade i Catalogue of Life.